# Conorbinopsis
Conorbinopsis es un género de foraminífero bentónico considerado un sinónimo posterior de Serovaina de la subfamilia Serovaininae, de la familia Bagginidae, de la superfamilia Discorboidea, del suborden Rotaliina y del orden Rotaliida. Su especie tipo era Discorbis barremicus. Su rango cronoestratigráfico abarcaba el Barremiense (Cretácico inferior).

## Clasificación
Conorbinopsis incluye a las siguientes especies:
- Conorbinopsis agalarovae †
- Conorbinopsis barremicus †
- Conorbinopsis crimicus †
- Conorbinopsis ferganensis †
- Conorbinopsis longus †
- Conorbinopsis sibiricus †
- Conorbinopsis transuralicus †
- Conorbinopsis tschokrakensis †
- Conorbinopsis wassoewichi †